# Fasírt

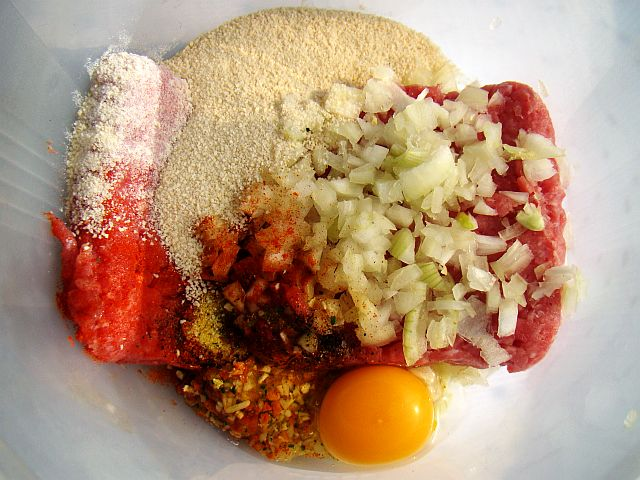
A fasírt hozzávalói: darált hús, hagyma, fűszerek, zsemlemorzsa, tojás

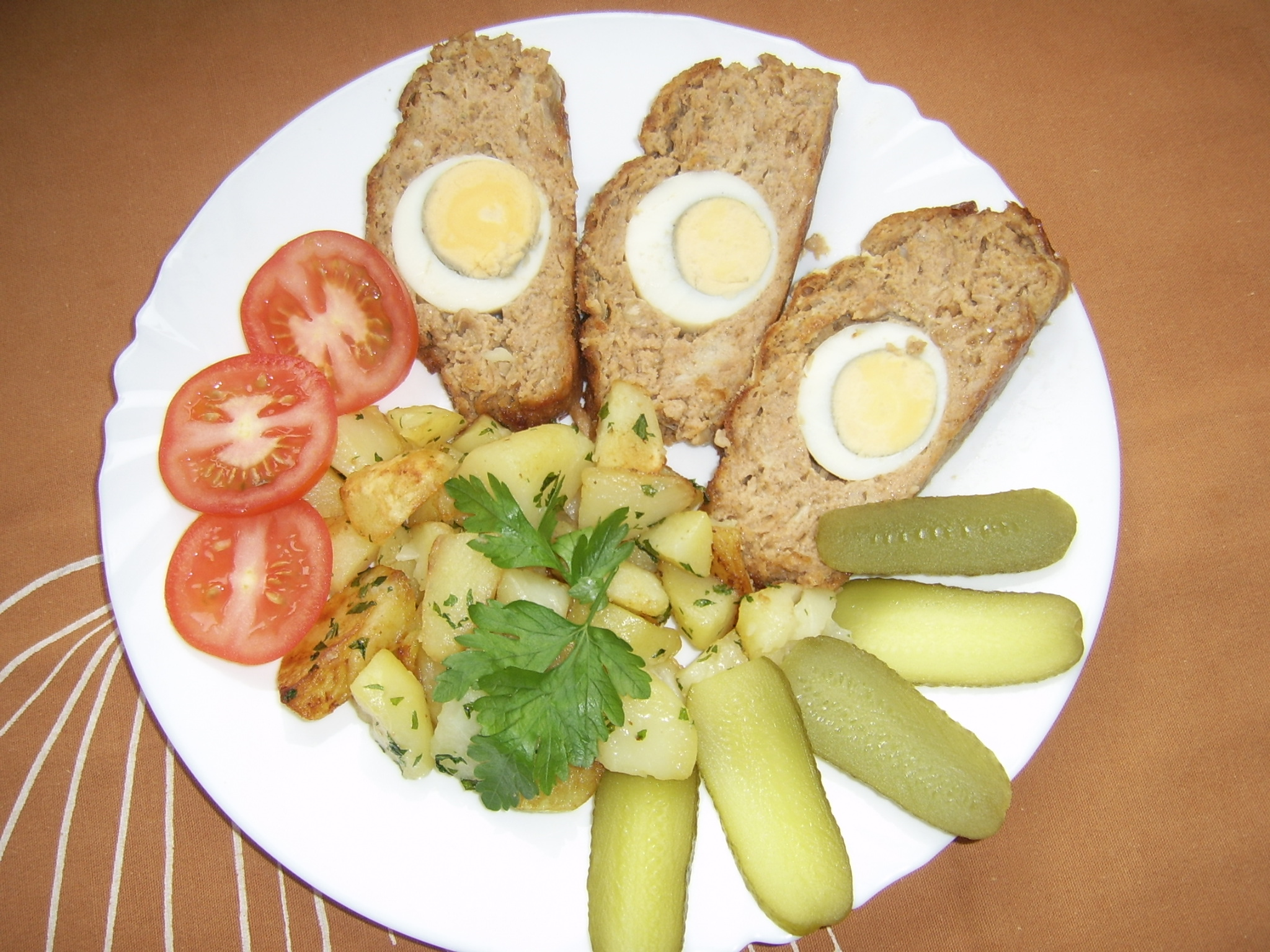
Stefánia vagdalt, más néven egyben sült fasírt

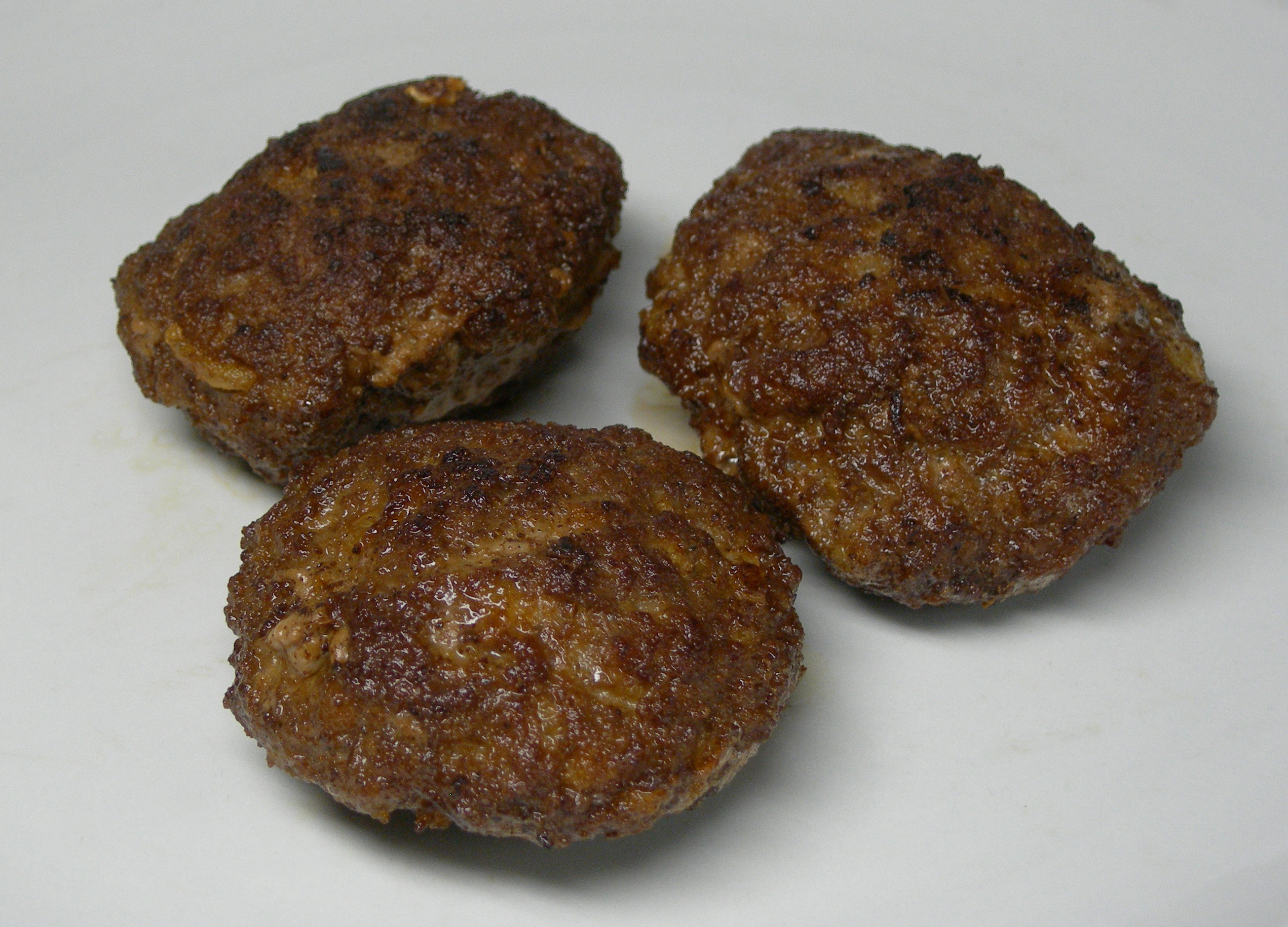
Német frikadella

A fasírt, vagy fasírozott, vagy vagdalt az egyik leggyakrabban[forrás?] fogyasztott magyar húsétel. Fűszerekkel ízesített, tojással és/vagy vízben áztatott zsemlével egybegyúrt, általában vagdalt sertéshúsból, illetve darált sertéshúsból készített, kisebb-nagyobb húspogácsa. Magyarországon olajban vagy zsírban sütik, de a világ más tájain roston vagy  grillezve is készül. Többnyire apróra vágott vagy ledarált, sertés-, marha- vagy pulykahúsból készült ételféleség. Az egyik legnépszerűbb feltét főzelékekhez.[forrás?]

## Történet
Már az ókorban ismert volt a fűszeres vagdalthúsból készült étel. Marcus Apicius Gavius római mesterszakács és szakácskönyv-író kagylófasírtja a következő recept szerint készült: „A főtt kagylók izomszálait távolítsd el, vágd nagyon apró darabokra, majd dolgozd össze főtt tönkölydarával, tojással, borssal és garummal. Közepükön fenyőmaggal és borssal gyúrj belőle kisebb gombócokat.” Marcus Gavius Apicius 1. századból fennmaradt szakácskönyve szerint a rómaiak is készítettek húsgombóc tintahalból, polipból, garnéla rákból, velőből, kagylóból és természetesen húsfélékből is, csirkéből, pávából, sertésből és nyúlból is, fasírt féle ételt. Apicius szerint a legfinomabb fasírt pávából készült. Az elkészítés nagyon hasonlított a mi mai magyar fasírtunkra. Az apróra vagdalt fasírtnak való alapanyagokat összegyúrták tojással és vörösborba áztatott kenyérrel.
Apicius De re coquinaria című szakácskönyvében sokféle vagdalt recept található. A mi fasírtunkra hasonlító étel is. A darált húst összedolgozták a borban megáztatott zsemlével. Megfűszerezték őrölt borssal, sóval. Kis húsgombóckákat formáztak belőle, a közepébe fenyőmagot és borsszemeket tettek, majd bélbe göngyölték és a hagyományos szőlősziruppal leöntve (caroenum) lassú tűzön a kemencében pirosra sütötték.

„Római vagdalt recept: Tégy egy mozsárba borsot, lestyánt és szurokfüvet. Törd össze, önts rá garumot, adj hozzá főtt agyvelőt, és alaposan nyomkodd szét, hogy ne legyenek benne csomók. Adj hozzá öt tojást, és gondosan dolgozd össze, hogy egyenletes pépet kapj. Ízesítsd garummal, rakd bronztálba, és főzd meg. Ha megfőtt, borítsd tiszta tálcára, és vágd kockákra. Tégy egy mozsárba borsot, lestyánt és szurokfüvet, jól törd össze, keverd össze garummal és borral, majd tedd fel egy fazékba főni. Forrás közben sűrítsd be tésztával, alaposan rázd össze, majd egy tálban öntsd a húskockákra. Szórj rá borsot, s tálald.”

– Apicius: De re coquinaria

## Etimológiája
Az étel magyar elnevezése a német faschieren igéből, illetve a befejezett melléknévi igenevű változatából (faschiert) ered, és az ausztriai német faschiertes Fleisch (vagdalt hús) kifejezés hallatán kerülhetett be a magyar szóhasználatba. Eredeti magyar alakja a fasírozott, ami lerövidült a fasírt alakra. Maga a fasírt kifejezés német-osztrák jövevényszó (Faschiertes), amely fasírtként vagy fasírozottként honosodott meg a magyar konyhai szakszavak között. Átvétele a 19. század első felében történhetett.
A „faséban van valakivel” szólás egy francia eredetű szleng kifejezés. Jelentése: haragos, feszült, rossz viszonyban van valakivel. A francia fâché 'mérges', ’harag’, ’neheztelés’, ’sértődés’ jelentésű szóból ered. Az új értelmező kéziszótár a „faséban van valakivel” szólás mellett tréfás minősítéssel a "fasírtban van valakivel'" alakot is közli.

## Összetétele, fajtái
A fasírtnak számtalan változata van, mérete a diónyitól, akár a klasszikus, darált húsból készült "egybefasírt", azaz a Stefánia vagdalt méretéig terjed, ami egy egyben sütött hosszúkás fasírt rolád, gyakran "őzgerinc" sütőformában sütve, a szorosan egymás mellé és a fasírtmassza közepébe helyezett főtt tojásokkal. A vagdalt elnevezést sokan azzal magyarázzák, hogy az ételhez szükséges húst régen nem darálták meg, hanem kisebb darabokra, cafatokra vágták, vagdalták, és így készítették a húsmasszát. Mások véleménye szerint – ellentétben a fasírttal – nem kisebb húspogácsákat készítettek az összegyúrt alapanyagokból, hanem egyben megsütötték, és aztán vékony szeletekre felvágva tálalták.  

### Stefánia vagdalt
A legkedveltebb hazai változat a főtt tojással töltött vagdalt hús, vagyis a Stefánia vagdalt. A Stefánia-vagdalt a benne lévő főtt tojások miatt különösen húsvétkor kedvelt fasírtféleség. Magyarországon az általában apró, fasírt gombócokat ellapítják, pogácsa alakúra formázzák, tájanként zsemlemorzsában is megforgatják és forró zsírban vagy olajban megsütik. A Stefánia vagdaltat hosszúkás roládba formázzák, majd egyben megsütik a kivajazott tepsiben.
Stefánia belga királyi hercegnő beleszeretett a magyar földbirtokos, főrendiházi tag, osztrák-magyar diplomata Lónyay Elemér grófba az 1880-as években, de apja, a belga király és a bécsi udvar hosszú éveken át ellenezte a rangon aluli házasságot. 1900. február 22-én mégis összeházasodtak. A hercegnő cserében lemondott rangjáról és vagyonáról. Stefánia hercegnő ezután többnyire Lónyay Elemér herceg feleségeként Magyarországon élt. Kedvelte az országot és a magyar konyhát, számos új ételkompozíciót talált ki: az egyik legismertebb közülük a Stefánia vagdalt. Se szeri, se száma a „Stefánia módon” készült ételeknek („Stefánia vagdalt”, „Stefánia rizottó”, „Stefánia felfújt”, „Stefánia fészek”): közös jellemzőjük, hogy főtt tojást tartalmaznak valamilyen formában.

## Ajánlott források
- Fasírt vagy fasé? Köznevelés. 1986. 12. sz.